# ニコラス・ジャー
ニコラス・ジャー（Nicolas Jaar、1990年1月10日 - ）は、ニューヨーク生まれでチリ育ちのミュージシャンである。父親は芸術家のパレスチナ系オランダ人のアルフレド・ジャー。17歳のときにデビュー・シングル『The Student EP』を発表。2011年のデビュー・アルバム『Space Is Only Noise』がピッチフォーク・メディアで「Best New Music」を獲得するなど、各音楽メディアで高い評価を得た。
2013年には、自身のバンドでもプレイしていたギタリスト、デイヴ・ハリントンと共に結成したダークサイド (DARKSIDE)による最初のアルバム『Psychic』を発表。
同作も批評家筋の間では高い評価を得、ピッチフォーク・メディアは本作に10点満点中9.0点を与え、この年の年間ベストリストの11位に選んだ。
2013年4月に行なわれたSonar Sound 2013で初来日公演を果たした。2014年7月には、ダークサイドとしてフジロック・フェスティバルに初出場。

## ディスコグラフィ

### アルバム
- Space Is Only Noise (2011年)
- Psychic (2013年、ダークサイドとしての作品)

### EP
- The Student (2008年)
- Russian Dolls (2010年)
- Marks & Angles (2010年)
- Time For Us / Mi Mujer (2010年)
- Love You Gotta Lose Again (2010年)
- Nico's Bluewave Edits (2011年)
- Don't Break my Love (2011年)
- DARKSIDE EP (2011年、デイヴ・ハリントンとの共作)